# Italia ai VII Giochi paralimpici estivi
L'Italia partecipò ai VII Giochi paralimpici estivi di New York e a Stoke Mandeville dal 17 al 30 giugno 1984 con una delegazione di 61 atleti. Gli azzurri si aggiudicarono complessivamente 42 medaglie: 9 d'oro, 19 d'argento e 14 di bronzo.

## Medaglie

### Medagliere per discipline
| Discipline       | Oro | Argento | Bronzo | Totale |
| ---------------- | --- | ------- | ------ | ------ |
| Atletica leggera | 4   | 8       | 7      | 19     |
| Nuoto            | 3   | 6       | 4      | 13     |
| Scherma          | 2   | 5       | 0      | 7      |
| Tiro con l'arco  | 0   | 0       | 2      | 2      |
| Totale           | 9   | 19      | 14     | 42     |

### Medaglie d'oro
| Medaglia | Nome               | Disciplina       | Evento                                    |
| -------- | ------------------ | ---------------- | ----------------------------------------- |
| Oro      | Paolo D'Agostini   | Atletica leggera | Slalom - classe 1A                        |
| Oro      | Giovanni Lo Jacono | Atletica leggera | Disco - classe C5                         |
| Oro      | Giuseppe Pavan     | Atletica leggera | 5000 metri - classe A6                    |
| Oro      | Italo Sacchetto    | Atletica leggera | Salto in alto - classe B1                 |
| Oro      | Luca Pancalli      | Nuoto            | 25 m rana maschili - classe 1C            |
| Oro      | Luca Pancalli      | Nuoto            | 25 m farfalla maschili - classe 1C        |
| Oro      | Luca Pancalli      | Nuoto            | 25 m stile libero maschili - classe 1C    |
| Oro      | Santo Mangano      | Scherma          | Fioretto individuale maschile - classe 1B |
| Oro      | Giulio Martelli    | Scherma          | Spada individuale maschile - classe 2-3   |

### Medaglie d'argento
| Medaglia | Nome                                                            | Disciplina       | Evento                                      |
| -------- | --------------------------------------------------------------- | ---------------- | ------------------------------------------- |
| Argento  | Milena Balsamo                                                  | Atletica leggera | 100 metri femminili - classe 4              |
| Argento  | Claudio Foresti                                                 | Atletica leggera | salto in alto - classe B3                   |
| Argento  | Agnese Grigio                                                   | Atletica leggera | pentathlon femminile - classe B3            |
| Argento  | Emanuela Grigio                                                 | Atletica leggera | 800 metri - classe B2                       |
| Argento  | Rossella Inverni                                                | Atletica leggera | 800 metri - classe B1                       |
| Argento  | Giovanni Lo Jacono                                              | Atletica leggera | getto del peso maschile - classe C5         |
| Argento  | Sergio Caleca                                                   | Nuoto            | 100 metri stile libero - classe C7          |
| Argento  | Sergio Caleca                                                   | Nuoto            | 50 metri stile libero - classe C7           |
| Argento  | Ernesto Giussani                                                | Nuoto            | 4×25 m individuali misti - classe 2         |
| Argento  | Ernesto Giussani                                                | Nuoto            | 50 m dorso maschile - classe 2              |
| Argento  | Ernesto Giussani                                                | Nuoto            | 50 m stile libero maschile - classe 2       |
| Argento  | Sauro Nicolini                                                  | Nuoto            | 100 m stile libero maschile - classe A6     |
| Argento  | Luca Pancalli                                                   | Nuoto            | 100 m stile libero - classe 1C              |
| Argento  | Luca Pancalli                                                   | Nuoto            | 3×25 m misti maschili - classe 1C           |
| Argento  | Fabio Bernagozzi                                                | Scherma          | Fioretto individuale maschile - classe 1B   |
| Argento  | Mariella Bertini                                                | Scherma          | Fioretto individuale femminile - classe 2-3 |
| Argento  | Pierino Scarcella                                               | Scherma          | Sciabola individuale maschile - classe 2-3  |
| Argento  | Pierino Scarcella Luigi Zonchi Giulio Martelli Giuseppe Alfieri | Scherma          | Fioretto a squadre maschile                 |
| Argento  | Pierino Scarcella Enzo De Benedettis Giuseppe Alfieri           | Scherma          | Sciabola a squadre maschile                 |

### Medaglie di bronzo
| Medaglia | Nome                                                               | Disciplina       | Evento                       |
| -------- | ------------------------------------------------------------------ | ---------------- | ---------------------------- |
| Bronzo   | Irene Monaco                                                       | Tiro con l'arco  | doppio FITA round integrato  |
| Bronzo   | Pasquale De Masi                                                   | Tiro con l'arco  | doppio short metric round    |
| Bronzo   | Sabrina Bulleri                                                    | Atletica leggera | 100m - classe 3              |
| Bronzo   | Sabrina Bulleri Christina Ploner Milena Balsamo Silvana Vettorello | Atletica leggera | staffetta 4×400 m classe 2-5 |
| Bronzo   | Agnese Grigio                                                      | Atletica leggera | 800 m classe B3              |
| Bronzo   | Emanuela Grigio                                                    | Atletica leggera | 400 m classe B2              |
| Bronzo   | Giulio Gusmeroli                                                   | Atletica leggera | 5000 m classe B3             |
| Bronzo   | Rossella Inverni                                                   | Atletica leggera | 400 m classe B1              |
| Bronzo   | Giuseppe Pavan                                                     | Atletica leggera | 1500 m classe A6             |
| Bronzo   | Ernesto Giussani                                                   | Nuoto            | 25 m farfalla classe 2       |
| Bronzo   | Ernesto Giussani                                                   | Nuoto            | 50 m rana classe 2           |
| Bronzo   | Sauro Nicolini                                                     | Nuoto            | 100 m dorso classe A6        |
| Bronzo   | Sauro Nicolini                                                     | Nuoto            | 200 m misti - classe A6      |

### Plurimedagliati
| Nome          | Disciplina | Oro | Argento | Bronzo | Totale |
| ------------- | ---------- | --- | ------- | ------ | ------ |
| Luca Pancalli | Nuoto      | 3   | 2       | 0      | 5      |